# Мей Саттон
Мей Саттон (англ. May Sutton; 25 вересня 1886 — 4 жовтня 1975) — колишня американська тенісистка.
Перемагала на турнірах Великого шолома в одиночному та парному розрядах.

## Фінали турнірів Великого шолома

### Одиночний розряд :3–1
| Результат | Рік  | Турнір               | Покриття | Суперниці               | Рахунок  |
| --------- | ---- | -------------------- | -------- | ----------------------- | -------- |
| Перемога  | 1904 | Чемпіонат США        | Трава    | Елізабет Мур            | 6–1, 6–2 |
| Перемога  | 1905 | Вімблдонський турнір | Трава    | Доротія Даґласс Чамберс | 6–3, 6–4 |
| Поразка   | 1906 | Вімблдонський турнір | Трава    | Доротія Даґласс Чамберс | 3–6, 7–9 |
| Перемога  | 1907 | Вімблдонський турнір | Трава    | Доротія Даґласс Чамберс | 6–1, 6–4 |

### Парний розряд :1–1
| Результат | Рік  | Турнір        | Покриття | Партнерка     | Суперниці               | Рахунок       |
| --------- | ---- | ------------- | -------- | ------------- | ----------------------- | ------------- |
| Перемога  | 1904 | Чемпіонат США | Трава    | Міріам Голл   | Елізабет Мур Каррі Нілі | 3–6, 6–3, 6–3 |
| Поразка   | 1925 | Чемпіонат США | Трава    | Елізабет Раян | Мері Браун Гелен Віллс  | 4–6, 3–6      |

### Мікст :1 поразка
| Результат | Рік  | Турнір        | Покриття | Партнер     | Суперник і суперниця             | Рахунок  |
| --------- | ---- | ------------- | -------- | ----------- | -------------------------------- | -------- |
| Поразка   | 1904 | Чемпіонат США | Трава    | Ф.Б. Даллас | Елізабет Мур Вайлі Камерон-Ґрант | 2–6, 1–6 |